# Inno FIFA
L'inno FIFA (in lingua inglese FIFA Anthem e in lingua francese Hymne de la FIFA) è un brano musicale, composto da Franz Lambert nel 1994 e adottato da quello stesso anno fino al 2018 come inno ufficiale della FIFA. È stato eseguito per la prima volta durante il campionato del mondo 1994.
L'inno, che non è mai stato messo in vendita né in forma digitale, né su disco veniva suonato prima dell'inizio delle partite ufficiali FIFA come le qualificazioni e la fase finale del Campionato mondiale di calcio maschile e femminile, mondiale per club e delle amichevoli tra nazionali appartenenti a differenti confederazioni. 
Dal 2018 è stato sostituito da un nuovo brano, composto da Hans Zimmer e intitolato Living Football, che però non viene più suonato prima degli incontri.